# Tuchenbach
Tuchenbach är en kommun och ort i Landkreis Fürth i Regierungsbezirk Mittelfranken i förbundslandet Bayern i Tyskland.
Kommunen ingår i kommunalförbundet Obermichelbach-Tuchenbach tillsammans med kommunen Obermichelbach.